# Јожеф Такач
Јожеф Такач (мађ. Takács József, Будимпешта, 30. јун 1904 — Будимпешта, 3. септембар 1983), био је мађарски фудбалер, репрезентативац, који је између 1923. и 1933. године одиграо 32 интернационалних утакмица, постигавши 26 голова. Такође је изабран у селекцију Мађарске за Летње олимпијске игре 1924. године, али није играо ни на једној утакмици. Такач, који је играо као нападач, играо је клупски фудбал за Вашаш и Ференцварош.
У спортској штампи се појављивао под именом Такач II. Његов брат је био Геза Такач, који је такође био фудбалер ФТЦ-а. У каријери је одиграо 940 утакмица и постигао 1.214 голова, са просеком од 1,28 голова по мечу.

## Каријера

### Вашаш
Каријеру је започео као голман. Као фудбалер, Ифи је био испробан као играч на терену због повреде саиграча, где се показао као успешан. Између 1917. и 1926. године играо је фудбал у Вашашу. Такач, који је постигао 29 голова у лигашкој сезони 1925/26. и тако постао најбољи стрелац, привукао је интересовање Ференцвароша, који га је потписао годину дана касније. 

### Ференцварош
У својој првој сезони у Ференцварошу поново је постао најбољи стрелац, овога пута са 31 голом, и помогао зелено-белима да дођу до титуле шампиона Мађарске и победе у Купу Централне Европе. У финалу Централноевропског купа 1928. године, ФТЦ је победио аустријски Рапид Беч, финалисту претходне године. Први меч одигран је у Будимпешти, где су зелено-бели победили са 7 : 1 . Такач је постигао три гола. Иако је Рапид победио у реваншу резултатом 5 : 3, свеукупно, Ференцвароси ТЦ се показао бољим и освојио пехар. Такач је постигао укупно 10 голова у серији и завршио на врху листе најбољих стрелаца купа. 1932. поново је освојио првенство са Фрадијем, чак и без изгубљеног бода, победивши у сва 22 лигашка меча. Такач је постигао 42 гола и поново постао најбољи стрелац. Две године касније, након што је са тимом по трећи пут стао на највишу степеницу лигашког постоља, Такач је завршио играчку каријеру. У својој кфудбалској каријери пет пута је био најбољи голгетер мађарских првенстава.

### Репрезентација
У репрезентацији Мађарске је дебитовао 1923. године, где је за 10 година могао 32 пута да обуче дрес са државним грбом и постигао је 26 голова. Године 1924. био је члан тима који је учествовао на Олимпијским играма у Паризу, али није играо. Репрезентативни голман Француске Морис Котене после утакмице Мађарска-Француска 1927. године, након што је Такач постигао шест голова, није више бранио за репрезентацију. Утакмица је донела успех Мађарске резултатом од 13 : 1.

## Достигнућа
- Првак са Ференцварошом: 1927/28, 1931/32, 1933/34.
- Најбољи стрелац првенства:
  - 1925/26 (29. голова)
  - 1927/28 (31. гол)
  - 1928/29 (41. гол)
  - 1929/30 (40. голова)
  - 1931/32 (42. гола)
- Митропа куп (KK)
  - победник: 1928.
  - голгетер купа: 1928. (10. голова)
- фудбалер године: 1924/25.
- Ференцварошева Кућа славних: 1974.